# يرفاند سوكاسيان
يرافند غارسفانفيتش سوكايزين (الأرمينية: Երվանդ Սուքիասյան، ولد في 20 يناير 1967 في يريفان، أرمينيا السوفيتية) هو مدافع كرة قدم أرمني سابق. لعب في 35 مباراة دولية لفريق منتخب أرمينيا منذ أول ظهور له في عام 1994.
أنهى سوكياسيان مشواره مع كركيرا F.C. في اليونانية غاما إثنيكي. 

## الروابط الخارجية
- يرفاند سوكاسيان على موقع الاتحاد الدولي (مؤرشف)  (الإنجليزية)
- يرفاند سوكاسيان على موقع اتحاد أوكرانيا (الإنجليزية)
- يرفاند سوكاسيان على موقع قاعدة بيانات كرة القدم.إي يو (الإنجليزية)
- يرفاند سوكاسيان على موقع ناشيونال فوتبول تيمز (الإنجليزية)